# Graham Fitkin
Graham Fitkin (Crows-an-Wra, 19 avril 1963) est un compositeur, pianiste et chef d'orchestre britannique. Ses compositions relèvent globalement des genres minimaliste et postminimalist. Il est décrit par The Independent, en 1998 comme « l'un des plus importants de nos jeunes compositeurs ». Il est particulièrement connu pour ses œuvres pour piano ou plusieurs pianos, ainsi que pour la musique accompagnant la danse.

## Biographie
Graham Fitkin naît à Crows-an-Wra dans l'ouest des Cornouailles, le 19 avril 1963,. Sa mère, professeur de piano, encourage ses premières études sur l'instrument. Il participe à de nombreux ensembles pendant son enfance et commence à composer au piano vers l'âge de huit ans. Pendant la période 1981-1984, il fréquente l'Université de Nottingham, où il étudie entre autres, avec le compositeur Nigel Osborne. Ensuite, il se rend aux Pays-Bas pour étudier avec le compositeur et pianiste minimaliste, Louis Andriessen au Conservatoire Royal de La Haye. En 1987, il s'installe à Londres.
Graham Fitkin retourne en Cornouailles en 1991 et à partir de 2010, vit à Treen. Sa partenaire est la harpiste Ruth Wall, avec qui il collabore à Fitkin-Wall.

## Œuvre
L'œuvre de Graham Fitkin est largement considérée comme minimaliste et postminimalist. Ses œuvres sont tonales et souvent complexes. Une grande partie de son écriture se consacre au piano seul ou avec plusieurs interprètes. Fitkin évoque ses premières influences classiques, avec Igor Stravinsky, Anton Webern, Pierre Boulez et le minimaliste Steve Reich. Il reconnaît également  l'influence extérieure au domaine de la musique classique assez large : du jazz, tels que Keith Jarrett, Muggsy Spanier et Miles Davis et le chanteur populaire, Frank Sinatra, de la pop moderne des groupes tels que The Smiths, Fil et les Pet Shop Boys. Les influences ultérieures incluent Louis Andriessen, Gavin Bryars et Laurence Crane
Parmi les premières compositions pour piano Graham Fitkin, citons notamment From Yellow to Yellow and The Cone Gatherers. En 1985, il cofonde le Nanquidno group, se composant de quatre pianistes sur deux claviers. Plusieurs de ses œuvres de jeunesse, y compris Log, Line and Loud sont composés pour l'ensemble de six pianos, Piano Circus. Il a également écrit plusieurs ouvrages pour le pianiste Kathryn Stott, notamment Circuit pour deux pianos et orchestre, composé pour Stott et Noriko Ogawa en 2002, en tant que commande de la BBC.
Le succès de ses premières compositions pour piano, en particulier The Cone Gatherers, le conduisent à la commande de sa première œuvre pour ensemble, Cud, pour orchestre de jazz. Cud et d'autres de ses premières œuvres pour ensemble de Graham Fitkin, notamment Hook et Stub, font souvent appel à des instruments électroniques et des percussions, et sont influencées par le jazz et le rock. Une œuvre plus récente pour instruments électroniques est l'album Kaplan, inspiré par le personnage de George Kaplan dans le film d'Alfred Hitchcock, La Mort aux trousses. En 1994-1996, Graham Fitkin est compositeur en résidence à l'Orchestre philharmonique de Liverpool et compose une douzaine de pièces orchestrales, notamment un concerto pour clarinette. Il compose également plusieurs œuvres pour le théâtre musical, y compris le court opéra Ghosts et écrit ou adapte plusieurs morceaux pour la danse contemporaine, y compris Huoah.
Parmi les projets plus récents figure Still Warm, une œuvre pour plusieurs harpes, composé pour l'Eden Project en 2006. Le sextuor Sinew, écrit pour l'ensemble de chambre Fibonacci Sequence, est joué en 2009. Pour Yo-Yo Ma, il compose un concerto pour violoncelle créé en 2011 aux BBC Proms, ainsi qu'une œuvre pour violoncelle et piano, intitulée L, offerte pour le cinquantième anniversaire de l'artiste en 2005. La BBC lui commande une œuvre pour chœur et orchestre, intitulé PK, également créée au Proms, en 2010. Un projet appelé Fitkin, groupe composé de neuf musiciens virtuoses, part en tournée au Royaume-Uni en 2010. En décembre 2010, Graham Fitkin est sélectionné parmi vingt compositeurs, à participer au projet Nouvelle musique 20x12 dans le cadre de l'Olympiade culturelle Londres 2012. Une nouvelle œuvre est composée pour le London Chamber Orchestra créée en 2012.
En 1996, il forme le groupe Graham Fitkin . Ses œuvres sont publiées par le label Argo de Decca, Black Box de Sanctuary Record, BIS Records et Factory Records. Il a fondé un label personnel, GFR, pour la publication de Still Warm.

## Récompenses
En 1994, Fitkin remporte le Grand Prix International de la musique pour le Danse Video Award. Il remporte deux fois le Prix des compositeurs britanniques : en 2009, avec Reel dans la catégorie œuvre pour la scène  ; en 2011, avec PK dans la catégorie Sensibilisation.

## Œuvres (sélection)
Piano ou pianos
- From Yellow to Yellow (1985)
- The Cone Gatherers (1987)
- Loud (1989), for six pianos
- Flak (1989), for two pianos/eight hands
- Log (1990), for six pianos
- Line (1991), for six pianos
- Fervent (1992–94)
- Piano Pieces 93 (1993)
- Relent (1998)

Piano et orchestre
- Granite (1995)
- Circuit (2002)
- Ruse (2009)

Orchestre
- Cud (1988)
- Length (1994)
- Bebeto (1995)
- Henry (1995)
- Metal (1995)
- Concerto pour clarinette (1998)
- Reel (2008)
- PK (2010), avec chœur
- Concerto pour violoncelle (2011)
- Concerto pour flûte à bec (2017)

Ensemble
- Ironic (1997)
- Bed (1998)
- Beethoven 7 (2000)

Autres
- Huoah (1988), pour orchestre de cuivres ; réécrit pour un ballet (1995)
- Slow (1990), pour quatuor à cordes et deux claviers
- Crochet (1991), pour quatuor de percussion
- Plinthes (2001), pour guitare
- Objectif (2003), pour trio avec piano
- Pion (2004), pour quatuor à cordes
- Géographie (2004), pour ordinateurs et vidéo
- Kaplan (2004), multimédia
- L (2005), pour violoncelle et piano
- Still Warm (2006), pour harpes manipulées par voie électronique
- Sinew (2009), sextuor pour violon, alto, violoncelle, clarinette, cor et piano

### Discographie partielle
- Skirting, Jim and Pam and Pam and Jim on The Uncommon Harp (compilation) – Ruth Wall
- Ironic et autres œuvres pour ensemble – Graham Fitkin Group
- Granite – Peter Donohoe, piano ; Petr Altrichter et Graham Fitkin (direction), Royal Liverpool Philharmonic
- Flak, et autres pièces pour piano (1991, Factory Classical)
- Slow, Huoah, Frame – Quatuor Smith (1992, Argo)
- Log, Line, Loud – Piano Circus (1992, Argo)
- Hook, Mesh, Stub, Cud (1993, Argo)
- Kaplan – Graham Fitkin et Ruth Wall (2003, Black Box)
- Hook, Mesh, Stub, Cud, Log, Line, Loud, Hard Fairy – various (2004, Decca)
- Still Warm – Fitkin Wall (2007, GFR)
- Circuit, Relent, Carnal, et pièces pour piano – Noriko Ogawa et Kathryn Stott, piano ; Tokyo Symphony Orchestra, dir. Naoto Otomo (2010, BIS Records)